# Coloradoit
Coloradoit (auch Tellurquecksilber) ist ein eher selten vorkommendes Mineral aus der Mineralklasse der „Sulfide und Sulfosalze“ mit der chemischen Zusammensetzung HgTe, besteht also aus Quecksilber und Tellur im Stoffmengenverhältnis 1 : 1 und ist damit chemisch gesehen Quecksilbertellurid, das aufgrund der chemischen Verwandtschaft zu den Sulfiden gezählt wird.
Coloradoit kristallisiert im kubischen Kristallsystem, konnte bisher jedoch nur in Form körniger bis massiger und bröckeliger Mineral-Aggregate gefunden werden. Das Mineral ist in jeder Form undurchsichtig (opak) und zeigt auf den Oberflächen der dunkelgrauen bis schwarzen Aggregate einen metallischen Glanz. Gelegentlich kann die Farbe einen sehr schwachen Stich ins Violette annehmen. Häufig findet sich Coloradoit auch mit violetten, blauen und grünen Anlauffarben. Die Strichfarbe des Minerals ist dagegen immer schwarz.

## Etymologie und Geschichte
Die Erstbeschreibung erfolgte zunächst bei einem Meeting der American Philosophical Society im Oktober 1876, dessen Protokoll 1877 publiziert wurde. Friedrich August Genth berichtete dort über seine Entdeckung eines neuen Quecksilbertellurid-Minerals namens Coloradoit aus dem Keystone Lode, Magnolia District, Colorado. Eine ausführliche Beschreibung folgte ein Jahr später, bei der Genth neben dem Coloradoit auch die Entdeckungen von gediegen Tellur, Hessit, Calaverit, Tellurit, Ferrotellurit, Roscoelith, Volborthit und das ebenfalls neue Mineral Magnolit vorstellte.
Als Typlokalitäten für Coloradoit wurden nun dahingehend präzisiert, dass das Mineral in einigen Erzproben aus der „Keystone Mine“ im Magnolia District entdeckt wurden, die W. H. Wenrich aus Denver für die Untersuchung zur Verfügung gestellt hatte. Weitere Erzproben mit Coloradorit wurden etwa zeitgleich in der nahe gelegenen „Mountain Lion Mine“ sowie in der „Smuggler Mine“ im Balarat District entdeckt. Alle Gruben liegen im Boulder County des US-Bundesstaates Colorado. Das Mineral wurde von Genth entsprechend folgerichtig nach seinem hauptsächlichen Vorkommen in Colorado benannt.
Typmaterial für Coloradorit ist nicht definiert.

## Klassifikation
In der veralteten 8. Auflage der Mineralsystematik nach Strunz gehörte der Coloradoit zur Mineralklasse der „Sulfide und Sulfosalze“ und dort zur Abteilung „Sulfide mit M : S = 1 : 1“, wo er gemeinsam mit Hawleyit, Metacinnabarit, Sphalerit, Stilleit und Tiemannit sowie im Anhang mit Lautit in der „Zinkblende-Reihe“ mit der Systemnummer II/B.01 steht.
Im zuletzt 2018 überarbeiteten „Lapis-Mineralienverzeichnis“, das sich im Aufbau noch nach der alten Form der Systematik von Karl Hugo Strunz richtet, erhielt das Mineral die System- und Mineralnummer II/C.01-060. In der „Lapis-Systematik“ entspricht dies der Klasse der „Sulfide und Sulfosalze“ und dort der Abteilung „Sulfide mit dem Stoffmengenverhältnis Metall : S,Se,Te ≈ 1 : 1“, wo Coloradoit zusammen mit Browneit, Hawleyit, Ishiharait, Metacinnabarit, Polhemusit, Rudashevskyit, Sphalerit, Stilleit und Tiemannit die „Sphaleritgruppe“ mit der Systemnummer II/C.01 bildet.
Die von der International Mineralogical Association (IMA) zuletzt 2009 aktualisierte 9. Auflage der Strunz’schen Mineralsystematik ordnet den Coloradoit in die Klasse der „Sulfide und Sulfosalze (Sulfide, Selenide, Telluride, Arsenide, Antimonide, Bismutide, Sulfarsenide, Sulfantimonide, Sulfbismutide)“ und dort in die Abteilung „Metallsulfide, M : S = 1 : 1 (und ähnliche)“ ein. Hier ist das Mineral in der Unterabteilung „mit Zink (Zn), Eisen (Fe), Kupfer (Cu), Silber (Ag) usw.“ zu finden, wo es zusammen mit Hawleyit, Metacinnabarit, Rudashevskyit, Sphalerit, Stilleit und Tiemannit die „Sphaleritgruppe“ mit der Systemnummer 2.CB.05a bildet.
In der vorwiegend im englischen Sprachraum gebräuchlichen Systematik der Minerale nach Dana hat Coloradoit die System- und Mineralnummer 02.08.02.05. Das entspricht der Klasse der „Sulfide und Sulfosalze“ und dort der Abteilung „Sulfidminerale“. Hier findet er sich innerhalb der Unterabteilung „Sulfide – einschließlich Seleniden und Telluriden – mit der Zusammensetzung AmBnXp, mit (m+n):p=1:1“ in der  „Sphaleritgruppe (Isometrisch: F43m)“, in der auch Sphalerit, Stilleit, Metacinnabarit, Tiemannit, Hawleyit und Rudashevskyit eingeordnet sind.

## Chemismus
Die theoretische, das heißt idealisierte, Zusammensetzung von Coloradoit (HgTe) enthält 61,14 % Quecksilber und 38,86 % Tellur.

## Eigenschaften
In einer Röhre erhitzt, zerfällt Coloradoit leicht und schmilzt. Das anschließend reichlich vorhandene Sublimat enthält metallisches Quecksilber und Tellur sowie Tropfen von Telluroxid. Auf Holzkohle erhitzt färbt Coloradoit die Flamme des Lötrohrs grünlich und es entsteht ein weißes Sublimat. Das Mineral ist löslich in Salpetersäure.

## Kristallstruktur

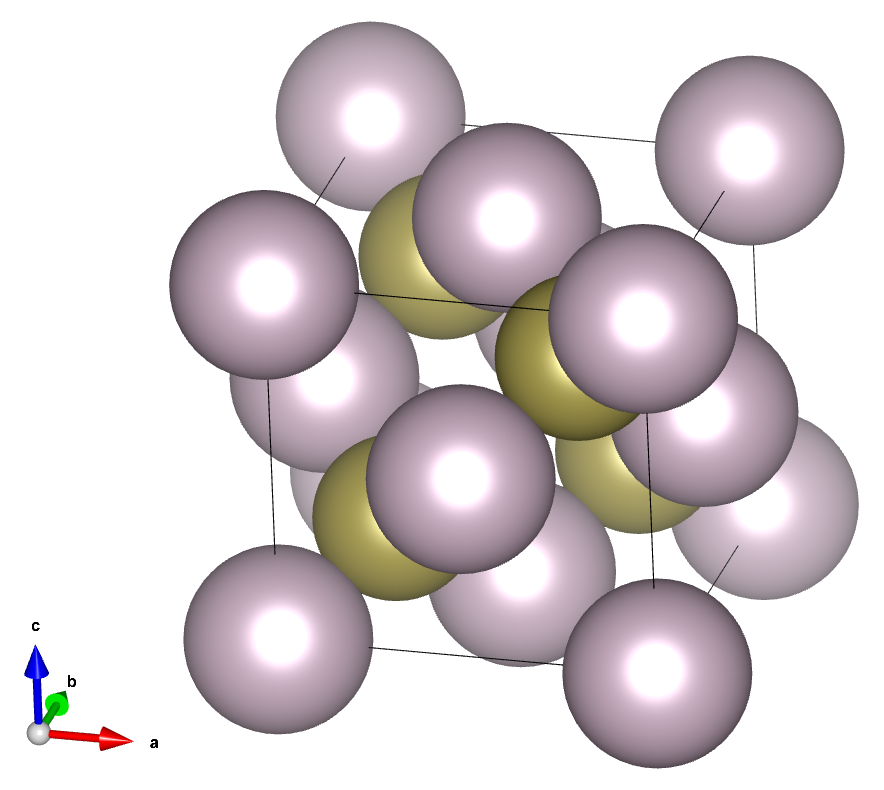
Kristallstruktur von Coloradoit.
1. A9A9A9 Hg #CCAA33 Te

Coloradoit kristallisiert kubisch in der Zinkblende-Struktur, das heißt in der Raumgruppe F43m (Raumgruppen-Nr. 216) mit dem Gitterparameter a = 6,45 Å sowie 4 Formeleinheiten pro Elementarzelle.
Die Kristallstruktur von Coloradoit besteht aus einem Gerüst von eckenverknüpften Quecksilbertetraedern, in deren Zentrum die Telluratome sitzen. Je vier dieser Tetraeder bilden eine Elementarzelle, die dem Aussehen nach auch als kubisch flächenzentriertes Raumgitter (Bravais-Gitter) aus Quecksilberatomen beschrieben werden kann, das durch eingelagerte Telluratome aufgeweitet wird.

## Modifikationen und Varietäten

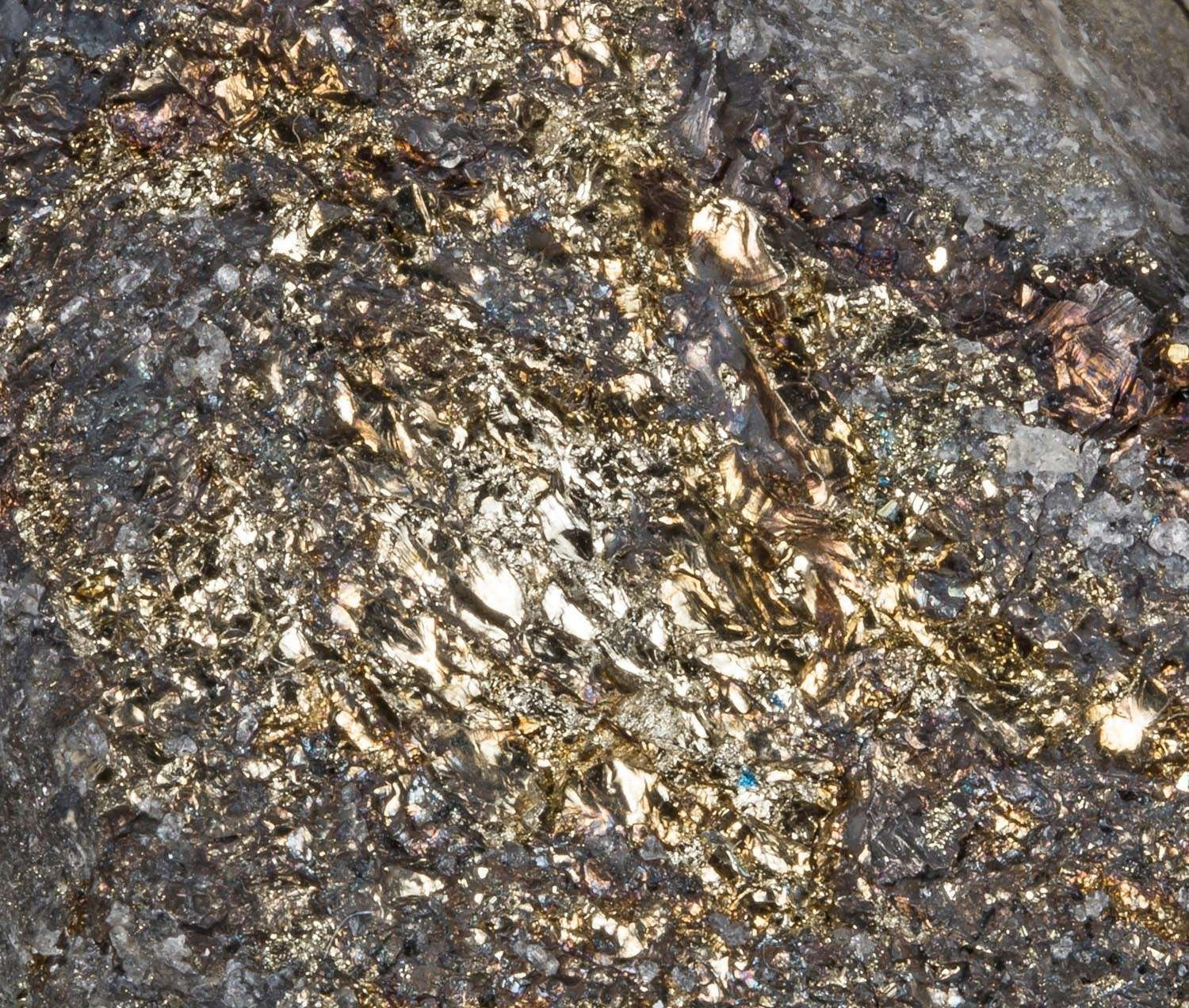
Großaufnahme von dunkelgrauem und teilweise buntfarbig angelaufenem Coloradoit, innig verwachsen mit blassgold- und silberfarbigem Petzit aus Kalgoorlie-Boulder, Westaustralien; Gesamtgröße: 7,8 cm × 5,8 cm × 4,5 cm

Es wurden bisher keine Varietäten im Wortsinn bekannt, jedoch erhielten zwei Mineralgemenge individuelle Namen:
- Coolgardit ist ein Gemenge aus Coloradoit und verschiedenen Au-Ag-Telluriden, das nach seinem Fundort in der Gegend um Coolgardie benannt wurde.
- Ein Gemenge aus Coloradoit und Petzit erhielt die Bezeichnung Kalgoorlit in Anlehnung an seinen Fundort in der Gegend um Kalgoorlie-Boulder.

## Bildung und Fundorte

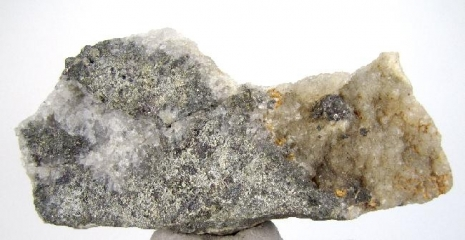
Mineral-Aggregat aus Coloradoit, Pyrit und Quarz aus der „Bessie G Mine“ im La Plata County, Colorado, USA

Coloradoit bildet sich durch hydrothermale Vorgänge in tellurhaltigen Edelmetall-Adern. Als Begleitminerale treten unter anderem Altait, Calaverit, Chalkopyrit, Galenit, gediegen Gold, Krennerit, Petzit, Pyrit, Pyrrhotin, Sphalerit, Tetraedrit und Tennantit auf.
Als eher seltene Mineralbildung kann Coloradoit an verschiedenen Fundorten zum Teil zwar reichlich vorhanden sein, insgesamt ist er jedoch wenig verbreitet. Weltweit wurden bisher (Stand 2018) rund 160 Fundorten dokumentiert. Neben seiner hauptsächlichen Vorkommen in Colorado, fand sich das Mineral in den USA noch in der Miller-Newman Mine im Matanuska-Susitna Borough von Alaska, der Trixie Mine im Utah County von Utah, der Cornucopia Mine im Baker County von Oregon sowie an mehreren Orten in Kalifornien, Montana, Nevada und North Carolina.
In Österreich fand man Coloradoit bisher nur an der Nordost-Wand des Ritterkopfes und im Annastollen bei Mitterberg in der Gemeinde Mühlbach am Hochkönig in Salzburg sowie am Valschavielkopf bzw. Eisernes Tor in der Gemeinde Silbertal in Vorarlberg.
In der Schweiz konnte das Mineral nur in der Grube Lengenbach nahe der Ortschaft Fäld (Imfeld) im Binntal und in der Massaschlucht nahe Bitsch im Kanton Wallis gefunden werden.
Bekannt für seine Coloradoitfunde wurde auch der tschechische Goldbergbaudistrikt Jílové u Držkova, wo einzelne, millimetergroße Körner entdeckt wurden.
Weitere Fundorte liegen unter anderem in Armenien, in Australien vor allem im Bergbaugebiet um Kalgoorlie-Boulder, Burkina Faso, Chile, China, auf der Fidschi-Insel Viti Levu, in Finnland, Frankreich, Ghana, Griechenland, Guyana, Indien, Iran, Italien, Japan, Kanada, Kasachstan, Mexiko, Neuseeland, auf Papua-Neuguinea, der philippinischen Insel Luzon, Rumänien, Russland, Simbabwe, Südafrika, Schweden, Tadschikistan, Tschechien, Ungarn und Usbekistan.